# Saison 2 de Nick Cutter et les Portes du temps
Chronologie
Saison 1 Saison 3
Cet article présente le guide des épisodes de la deuxième saison de la série télévisée britannique Nick Cutter et les Portes du temps (Primeval).

## Distribution
- Douglas Henshall : Professeur Nick Cutter
- James Murray : Stephen Hart
- Juliet Aubrey : Helen Cutter
- Andrew Lee Potts : Connor Temple
- Hannah Spearritt : Abby Maitland
- Lucy Brown : Jenny Lewis/Claudia Brown
- Karl Theobald : Oliver Leek
- Ben Miller : James Lester
- Naomi Bentley (en) : Caroline Steel

## Épisodes

### Épisode 1:Les Raptors
- Royaume-Uni : 12 janvier 2008 sur ITV1
- France : 2 janvier 2009 sur NRJ 12
- Québec : date inconnue sur Ztélé

- Royaume-Uni : 6,32 millions de téléspectateurs (première diffusion)

### Épisode 2:Invasion
- Royaume-Uni : 19 janvier 2008 sur ITV1
- France : 2 janvier 2009 sur NRJ 12

- Royaume-Uni : 6,05 millions de téléspectateurs (première diffusion)

### Épisode 3:Terreur au parc d'attractions
- Royaume-Uni : 26 janvier 2008 sur ITV1
- France : 9 janvier 2009 sur NRJ 12

- Royaume-Uni : 6,27 millions de téléspectateurs (première diffusion)

### Épisode 4:Disparitions
- Royaume-Uni : 2 février 2008 sur ITV1
- France : 9 janvier 2009 sur NRJ 12

- Royaume-Uni : 6,39 millions de téléspectateurs (première diffusion)

### Épisode 5:Au milieu du désert
- Royaume-Uni : 9 février 2008 sur ITV1
- France : 16 janvier 2009 sur NRJ 12

- Royaume-Uni : 6,33 millions de téléspectateurs (première diffusion)

### Épisode 6:Le Complot
- Royaume-Uni : 16 février 2008 sur ITV1
- France : 16 janvier 2009 sur NRJ 12

- Royaume-Uni : 6,44 millions de téléspectateurs (première diffusion)

### Épisode 7:Révélation
- Royaume-Uni : 23 février 2008 sur ITV1
- France : 16 janvier 2009 sur NRJ 12

- Royaume-Uni : 6,2 millions de téléspectateurs (première diffusion)